# Sĩ (nước)
Sĩ (tiếng Trung: 仕) là một phiên thuộc của nhà Châu, ước tọa lạc ở nơi hiện nay là Mẫn Trì.

## Lịch sử
Theo Thái bình quảng ký và Trung Quốc đoạn đại sử hệ liệt, khi Thành Thang đăng cơ, vội an trí các phiên thuộc. Ông ban thực ấp cho Vĩ Suy ba triền núi, lại dạy sửa công cụ mà đẵn cây làm nhà. Một cuộc khảo sát của nhóm học giả trẻ đến từ Đại học Tây An khoảng năm 2009, Vĩ Suy (偉蓷) có thể đã được đọc tắt thành Sĩ (仕). Như vậy, nhiều khả năng Sĩ chỉ là tên gọi một hoặc liên minh bộ lạc cổ ở ven bờ Hoàng Hà.
Nước Sĩ tồn tại từ đầu thời Thương cho đến khi bị nước Tần diệt vào một thời điểm chưa rõ khoảng giữa thời Xuân Thu,  trải 26 đến 28 đời quốc chủ.